# زندگی مخفی نوجوان آمریکایی
زندگی مخفی نوجوان آمریکایی یک مجموعهٔ تلویزیونی است که پدیدآورندهٔ آن برندا همپتون است. این مجموعه اولین بار از شبکهٔ تلویزیونی ABC Family در ۱ ژوئیه ۲۰۰۸ نمایش داده شد. فصل دوم این مجموعه که شامل ۲۴ قسمت است، در ۹ فوریه ۲۰۰۹ ساخته و در ۲۲ ژوئن ۲۰۰۹ پخش تلویزیونی آن آغاز شد. فصل اول در بارهٔ ارتباط بین چند دوست و خانواده‌هایشان است و برخورد آن‌ها با بارداری ناخواسته یکی از شخصیت‌های داستان به نام امی جرگنز با بازی شایلن وودلی را نشان می‌دهد. در فصل دوم امی جرگنز با مشکلات مادر بودن و مسائل دبیرستان دست و پنجه نرم می‌کند در حالیکه خانواده و دوستانش درگیر روابط پیچیده خود هستند.
زمانی که پخش این مجموعه آغاز شد، با واکنش منفی اغلب منتقدان مواجه شد، ولی به سرعت جایگاه خوبی در بین بینندگان (به ویژه زنان و نوجوانان) پیدا کرد. در ارزیابی‌های شبکهٔ ABC Family، نسخهٔ آزمایشی این سریال عنوان «پربیننده‌ترین سریال در میان سریال‌های جدید» را به دست آورد. این رکورد، بار دیگر، در فصل دوم با ۲٫۸۲ میلیون بیننده و پیشی گرفتن از سریال کایل اکس وای شکسته شد. قسمت آخر فصل اول مجموعه ۴٫۵۰ میلیون بیننده داشت، یعنی بیشتر از سریال دختر شایعه‌ساز که تقریباً نیمی از بینندگان همیشگی‌اش را در آن شب از دست داده بود. فصل دوم نظرات مثبتی از سوی منتقدان دریافت کرد و مورد تحسین بینندگان نیز قرار گرفت. قسمت نخست فصل دوم، پربیننده‌ترین قسمت مجموعه تا آن زمان بود و در نهایت با مجموع ۴.۶۸ میلیون بیننده، پربیننده‌ترین سریال در میان بینندگان ۳۴-۱۸ سال در تابستان ۲۰۰۹ بود.
فصل اول این مجموعه، از میان برنامه‌های تلویزیونی تابستانی، جایزهٔ مجموعهٔ تلویزیونی منتخب نوجوانان را به دست آورد و الهام‌بخش کتابی به نام دفترچه خاطرات مخفی امی جرگنز بود.
پخش این مجموعه در روزهای دو شنبه ساعت ۸/۷ از شبکه ABC Family در امریکا و MuchMusic در کانادا ادامه دارد.

## خلاصه مجموعه
موضوع اصلی فصل اول باردار شدن امی جرگنز است و نشان می‌دهد چطور بارداری، زندگی امی جرگنز، پدر بچه، دوستان و خانواده او را تجت تأثیر قرار می‌دهد. بارداری امی مشکلات فراوانی برای پدر و مادرش که درگیر مشکلات زناشویی خودشان هستند، ایجاد می‌کند اما همین مسئله امی را به خواهر کوچکش اشلی، دوست‌پسر جدیدش بن، پدر بچه‌اش ریکی، و به همان اندازه به بقیهٔ نوجوانان در دبیرستان گرنت در کالیفرنیا نزدیک می‌کند. او در می‌یابد که اتفاقات زیادی در دبیرستان رخ می‌دهد که او از آن‌ها بی‌خبر است و هر یک از نوجوانان دبیرستان گرنت چیزی برای پنهان کردن دارد. به این ترتیب دنیای امی جرگنز بزرگ‌تر می‌شود.
در فصل دوم امی می‌فهمد که مادرش باردار است. خواهر کوچکترش اشلی جرگنز سال اول دبیرستان را در مدرسهٔ گرنت آغاز می‌کند. خانواده و دوستان امی با مسائل زندگی شخصی خود دست و پنجه نرم می‌کنند. در جریان این فصل امی و ریکی بر سر نگهداری فرزندشان، جان، با هم دعوا می‌کنند و بسیاری اتفاقات دیگر روابط میان امی، ریکی و بن را آشکار می‌کند.
در فصل سوم، همه پی می‌برند آدرین از بن باردار است.

## شخصیت‌ها و بازیگران
- شایلن وودلی در نقش امی جرگنز، دختر جرج جرگنز و اَن جرگنز، مادر جان جرگنز، خواهر بزرگ اشلی جرگنز و رابرت جرگنز است. او دختر دبیرستانی شانزده ساله‌ای است که شیپور می‌نوازد، و می‌خواهد به دانشگاه جولیارد برود. در اولین روزهای حضور در سال اول دبیرستان، در یک اردوی تابستانی، شبی را با ریکی اندروود سپری می‌کند که موجب بارداری او می‌شود. بعد از بازگشت از اردو، با بن بیکوویچ آشنا می‌شود و رابطه دوستانه‌ای بین آن دو شکل می‌گیرد. سرانجام بعد از مخالفت‌ها و تردیدهای فراوان، امی و ریکی تصمیم می‌گیرند که بچه را نگه دارند. بن برای تعطیلات تابستانی به ایتالیا می‌رود، اما پس از بازگشت رابطه‌اش با امی به هم می‌خورد. امی با پسری به نام جیمی دوست می‌شود که پسرِ دوست‌پسر دورهٔ دبیرستان مادرش است. بعدها پس از آنکه بن اعتراف می‌کند عاشق امی است، امی عشق او را می‌پذیرد و به سوی او بازمی‌گردد.
- دارن کاگاسف در نقش ریکی اندروود، پسری ۱۷ ساله است که گذشتهٔ دشواری داشته و به دلیل بی‌قیدی در امور جنسی در دبیرستان مشهور به «پسر بد» است. پدرش، راب اندروود، سابقهٔ خشونت خانگی، کودک آزاری و اعتیاد به مواد مخدر داشته و مادر معتادش نورا (آنا رمزی) خیابان‌خواب است. ریکی با پدرخوانده و مادرخوانده خود، مارگارت و دکتر شکور، بزرگ می‌شود و در نوجوانی به آپارتمانی در بالای مغازهٔ قصابی (که محل کارش است) نقل مکان می‌کند. ریکی می‌خواهد رابطهٔ جدی‌تری با آدرین داشته باشد و از او می‌خواهد که با کس دیگری هم‌بستر نشود، در حالی که خود همچنان به روابطش با دختران دیگر ادامه می‌دهد. وقتی ریکی می‌فهمد که آدرین با بن رابطه داشته، از او جدا می‌شود. بعد از این ماجرا، اشلی سعی می‌کند خود را به ریکی نزدیک کند اما به نظر می‌رسد که ریکی علاقهٔ چندانی به او ندارد. پس از آن که امی از اردوی موسیقی برمی‌گرد، او و امی دوباره با هم طرح دوستی می‌ریزند.
- مولی رینگوالد در نقش اَن جرگنز، مادر امی، اشلی، رابرت جرگنز و همسر جرج جرگنز است. پس از آنکه درمی‌یابد همسرش جرج و مادر آدرین (سیندی لی) او را فریب داده‌اند، از جرج جدا می‌شود و درخواست طلاق می‌دهد. در این مدت در یک دفتر معماری آغاز به کار می‌کند و با رئیس خود نامزد می‌شود. در اوایل فصل دوم معلوم می‌شود که او باردار است. از آنجا که همسرش جورج وازکتومی کرده‌است، اَن تصور می‌کند از دوست‌پسرش باردار شده اما معلوم می‌شود که جرج در بارهٔ عمل وازکتومی دروغ گفته‌است. در قسمت‌های بعدی اَن از دیوید (رئیسش) جدا می‌شود و دوباره پیش خانواده‌اش بر می‌گردد.
- مارک دروین در نقش جرج جرگنز، پدر امی، اشلی و رابرت جرگنز و شوهر اَن جرگنز است. او مالک یک فروشگاه مبل است و قبل از ازدواج با اَن، با کتلین بومن، مادر گریس، ازدواج کرده بود. او رابطهٔ پنهانی‌ای با مادر آدرین، سیندی لی، دارد. بر ملا شدن این ماجرا منجر به طلاق او و اَن می‌شود. جرج عاقبت از کار خود پشیمان می‌شود و درمی‌یابد هنوز عاشق اَن است و تصمیم می‌گیرد که خانواده‌اش را دوباره دور هم جمع کند.
- ایندیا آیسلی در نقش اشلی جرگنز، خواهر ۱۵ سالهٔ امی است. او زبان تندی دارد و همه را مسخره می‌کند، به سبک قدیمی لباس می‌پوشد و برایش مهم نیست دیگران دربارهٔ او چه فکری می‌کنند. او اولین نفر از خانوادهٔ جرگنز است که به باردار بودن امی پی می‌برد و در نهایت امی را قانع می‌کند که بچه را نگه دارد. پس از جدایی پدر و مادرش، اشلی تصمیم می‌گیرد با پدرش زندگی کند. آن‌ها سرانجام دوباره به خانهٔ قبلیشان باز می‌گردند. در اولین روزهای دبیرستان او با پسری هم‌جنس‌گرا به نام گریفین دوست می‌شود. بعدها این دوستی عمیق‌تر می‌شود.
- کنی باومن در نقش بن بویکویچ، پسری ۱۶ ساله، خودخواه ولی خوش قلب است. او در گروه موسیقی دبیرستان گرنت سنج می‌نوازد و دوست پسر امی است. او به امی بسیار علاقه‌مند است و به کسی جز او توجهی ندارد. بن وارث یک شرکت یزرگ فراورده‌های گوشتی است که در حال حاضر به پدرش تعلق دارد. او تصمیم دارد که با امی ازدواج کند و با برخورداری از ثروت فراوانش همراه با امی بچه او را بزرگ کنند. پدرش از او می‌خواهد که به جای گرفتن ارثش، برای کمک کردن به امی در قصابی مشغول به کار شود. بن از این پیشنهاد استقبال نمی‌کند. او در آغاز به ریکی حسادت می‌کند، اما پس از آنکه بن و ریکی تصمیم می‌گیرند با کمک هم فرزند امی را بزرگ کنند، رابطهٔ دوستانه‌ای میانشان برقرار می‌شود.

در تابستان بن سفری به ایتالیا می‌رود و با یک دختر ایتالیایی آشنا می‌شود. پس از بازگشت دوستی میان او و امی به هم می‌خورد و بن به گریس بومن اظهار عشق می‌کند. بعد از اینکه بن پی برد که امی و ریکی همدیگر را بوسیده‌اند، او هم برای تلافی به آدرین نزدیک می‌شود. مدتی بعد دوباره امی و بن دوستی‌شان را از سر می‌گیرند ولی بن می‌فهمد که آدرین از او باردار است. آدرین ابتدا تصمیم می‌گیرد سقط جنین کند اما بعد نظرش را تغییر می‌دهد و در نهایت قرار می‌شود با کمک بن بچه را نگه دارد. وقتی امی درمی‌یابد بن پدر فرزند آدرین است از او جدا می‌شود و در نهایت می‌گوید فقط حاضر است با بن یک رابطهٔ دوستانهٔ معمولی داشته باشد.
- فرانسیا رایسا در نقش آدرین لی، دختری است ۱۶ ساله که عضو گروه هلهله چیهای دبیرستان گرنت است او به علت روابط جنسی متعددش، به بی‌خیالی و لاابالی‌گری مشهور است. مادر آدرین مهماندار هواپیماست و بیشتر اوقات از خانه و آدرین دور است. پدر آدرین در زمان کودکی او، آن‌ها را ترک کرده ولی حالا به دنبال او آمده و می‌خواهد با او باشد. گذشتهٔ آدرین باعث شده که او دختری بسیار احساساتی بار بیاید. او می‌خواهد که دوست داشته شود و به همین دلیل رابطه‌اش با ریکی را مدام به هم می‌زند و دوباره از نو آغاز می‌کند. آدرین تصمیم می‌گیرد که رابطهٔ جدی‌تری با ریکی داشته باشد و به او می‌گوید که دوستش دارد و در نهایت هر دو تصمیم می‌گیرند برای داشتن رابطه‌ای بهتر تلاش کنند. بعدها پی می‌برد که از بن باردار شده‌است. در اوایل تصمیم می‌گیرد که سقط جنین کند و حتی با یکی از مشاوران کلینیک هم صحبت می‌کند، اما پدر آدرین با این تصمیم موافق نیست. آدرین تصمیم می‌گیرد که بچه را نگه دارد.
- مگان پارک در نقش گریس کتلین بومن دختری ۱۶ ساله متکبر ولی دوست‌داشتنی است که اعتقادات مذهبی سفت و سختی دارد. او سردستهٔ هلهله چیهای دبیرستان گرنت است. پدر گریس، مارشال بومن، پزشک است. گریس هم خیال دارد در همین رشته تحصیل کند. مادرش کتلین بومن، همسر قبلی جرج جرگنز است. گریس برادرخوانده‌ای به نام تام دارد که به سندرم داون مبتلاست. خانوادهٔ گریس، خانواده‌ای محترم و دوست داشتنی است که اصول و قوانین خاصی دربارهٔ دوست شدن با پسرها دارد. شبی که گریس با دوست‌پسرش، جک، برای اولین بار هم‌بستر می‌شود، پدرش در یک سانحهٔ هوایی می‌میرد. گریس چون از دستور پدرش نا فرمانی کرده و مرتکب گناه شده، مردن پدر را تقصیر خود می‌داند. او تصمیم می‌گیرد که تا زمان ازدواجش صبر کند و با هیچ‌کس رابطهٔ جنسی نداشته باشد. او گوشهٔ چشمی هم به بن دارد که هر بار نگران امی و بعدتر نگران آدرین می‌شود سر و کله‌اش دور و بر خانهٔ گریس پیدا می‌شود.
- کرگ فینلی در نقش جک پاپاس پسر ۱۷ ساله‌ای است که در تیم فوتبال دبیرستان بازی می‌کند، او پسر خواندهٔ یک کشیش است. در تابستان قبل از سال دوم دبیرستان با گریس آشنا می‌شود. او بعد از اولین دیدارشان از گریس می‌خواهد که رابطهٔ بینشان نزدیک باشد ولی گریس به او می‌گوید که او بعد از ازدواج و اتمام تحصیلاتش در دانشکدهٔ پزشکی حاضر است با او رابطه داشته باشد. جک از حرف او عصبانی می‌شود و در یک مهمانی آدرین را می‌بوسد اما کمی بعد پشیمان می‌شود و سعی می‌کند او را دوباره به دست بیاورد ولی گریس با ریکی دوست می‌شود. اگرچه جک سعی می‌کند فکر گریس را از سر بیرون کند و با دختران دیگری آشنا شود اما نمی‌تواند گریس را در کنار پسران دیگر ببیند و هر بار واکنش‌های تندی نشان می‌دهد.

## تولید
برندا همپتون خالق و تهیه‌کنندهٔ اجرایی زندگی مخفی نوجوان آمریکایی است. پیش از این مجموعه او تجربهٔ تهیهٔ مجموعه یازده فصلی آسمان هفتم را داشت که هر قسمت آن با بودجهٔ اندک ۱٫۵ میلیون دلار برای هر قسمت ساخته شد که در واقع ۱ میلیون دلار کمتر از عرف چنین سریال‌هایی است.

## توسعه
در حدود ۱۰ سال قبل همپتون طرح این مجموعه را به شبکهٔ تلویزیونی فاکس ارائه کرد. در آن زمان سوزان دنیلز مدیر برنامه‌های شبکه بود، اما در نهایت طرح رد شد. دنیلز بعدتر این طرح را به شبکهٔ لایف تایم هم ارائه کرد اما به سرنوشت مشابهی دچار شد. سرانجام همپتون فیلمنامهٔ ۶ قسمت سریال را به همراه مشخصات و توضیحاتی دربارهٔ مجموعه نوشت و آن را به شبکه‌های دیگر ارائه کرد که شامل شبکهٔ سی. دبلیو هم می‌شد، شبکه‌ای که پخش مجموعهٔ آسمان هفتم را برعهده داشت اما در نهایت ABC Family، علی‌رغم مضمون بحث‌برانگیز سریال (بارداری یک دختر نوجوان) تصمیم به تولید آن گرفت.
نام اولیهٔ زندگی مخفی نوجوان امریکایی، زندگی سکسی نوجوان امریکایی بود ولی به دلایلی تغییر کرد. همپتون توضیح می‌دهد که نام اولیه دردسرهای زیادی به همراه داشت، مثلاً وقتی کسی عنوان آن در اینترنت جستجو می‌کرد، با سایت‌های غیراخلاقی مواجه می‌شد و شرکت والت دیسنی که ABC Family زیرمجموعهٔ آن است هرگز حاضر نمی‌شد .این عنوان را تصویب کند.
ABC Family در پایان هر قسمت، اعلانی را از زبان بازیگران سریال، شایلن وودلی و دارن کاگاسف (قسمت ۱۹ و ۲۶)، پخش می‌کند که به نوجوانان و خانواده‌هایشان دربارهٔ بارداری ناخواسته در نوجوانی هشدار می‌دهد و آن‌ها را تشویق می‌کند دربارهٔ مسائل جنسی گفتگو کنند.